# 秘鲁太阳勋章
秘鲁太阳勋章（西班牙語：Orden El Sol del Perú）是秘鲁政府设立的勋章。

## 历史
秘鲁太阳勋章历史悠久。最早可以追溯到南美独立运动先驱何塞·德·圣马丁将军在1821年10月8日通过法令设立的“太阳勋章”。设有三个等级：创始级、功勋级和成员级。
1825年3月9日的法令废除了该勋章，因为一些获授者把它当作特权与地位的象征。1921年4月14日，也就是秘鲁独立一百周年纪念日前夕，时任总统奥古斯托·贝纳尔迪诺·莱吉亚颁布法令重新建立了该勋章，命名为“秘鲁太阳勋章”，成为秘鲁最重要的荣誉。最初设四个等级：大十字级、大军官级、指挥官级和军官级，随后加入了骑士级。
1923年8月31日法令和1923年9月6日法令规范了勋章的授予。

## 等级
目前，勋章从高到低分为六个等级：钻石大十字级、大十字级、大军官级、指挥官级、军官级和骑士级。钻石大十字级仅授予国家元首、皇室成员，或者国际组织知名人物。
| 钻石大十字级 | 大十字级 | 大军官级 |
| 指挥官级     | 军官级   | 骑士级   |

## 获授者
以下仅列出部分知名的获授者：
钻石大十字级
- 宋美齡（中華民國第一夫人，1965年）[7]
- 嚴家淦（中華民國副總統、1965年）
- 奥良塔·乌马拉（秘魯總統）
- 胡锦涛（中华人民共和国主席，2008年11月19日）[8]
- 李显龙（新加坡共和国总理，2008年11月22日）[9]
- 麻生太郎（日本國內閣總理大臣，2008年）

大十字级
- 赵五一（中国驻秘鲁大使，2011年10月28日）[10]
- 何塞·陈（秘鲁总理，2011年）[6]
- 贾庆林（全国政协主席，2009年11月23日）[11]
- 高正月（中国驻秘鲁大使，2009年6月22日）[12]
- 李长春（中共中央政治局常委，2007年3月30日）[13]
- 李　鹏（中华人民共和国国务院总理，1995年10月9日）[14]
- 朱祥忠（中国驻秘鲁大使，1990年10月）[15]
- 钱其琛（中华人民共和国外交部长，1990年9月）[16]
- 吴学谦（中华人民共和国外交部长，1987年6月）[17]